# Consiglio regionale del Molise
Il Consiglio regionale del Molise è l'organo legislativo rappresentativo della Regione Molise. Istituito nel 1970, dal rinnovo del 2011 si compone di 20 membri più il presidente della regione. 
Dominato dal 1970 dalla Democrazia Cristiana, dopo lo scioglimento della stessa si è più volte alternato fra maggioranze di centrodestra e centrosinistra. 
Ha sede nella città di Campobasso, nel Palazzo D'Aimmo.
Secondo lo Statuto regionale, il presidente del consiglio regionale ricopre tale incarico per 30 mesi.

## Organi istituzionali

### Presidenti
Di seguito la cronotassi dei presidenti del Consiglio regionale dal 1970 ad oggi:
| Cons. | Presidente                 | Partito | Partito                            | Periodo                            |
| ----- | -------------------------- | ------- | ---------------------------------- | ---------------------------------- |
| I     | Florindo D'Aimmo           |         | Democrazia Cristiana               | 16 giugno 1970 – 14 giugno 1975    |
| II    | Ulderico Colagiovanni      |         | Democrazia Cristiana               | 14 giugno 1975 – 16 giugno 1980    |
| III   | Gabriele Veneziale         |         | Partito Socialista Italiano        | 16 giugno 1980 – 8 marzo 1983      |
| IV    | Lelio Pallante             |         | Democrazia Cristiana               | 12 maggio 1985 – 5 gennaio 1988    |
| IV    | Nunzio Ruta                |         | Democrazia Cristiana               | 5 gennaio 1988 – 21 marzo 1990     |
| V     | Fernando Di Laura Frattura |         | Democrazia Cristiana               | 27 luglio 1990 – 26 febbraio 1991  |
| V     | Nicola Iacobacci           |         | Democrazia Cristiana               | 26 febbraio 1991 – 16 aprile 1991  |
| V     | Nicolino Colalillo         |         | Democrazia Cristiana               | 16 aprile 1991 – 24 aprile 1995    |
| VI    | Antonio D'Ambrosio         |         | Partito Democratico della Sinistra | 29 maggio 1995 – 9 dicembre 1997   |
| VI    | Roberto Ruta               |         | Partito Popolare Italiano          | 9 dicembre 1997 – 14 aprile 2000   |
| VII   | Rossana Di Pilla           |         | I Democratici                      | 29 maggio 2000 – 12 novembre 2001  |
| VIII  | Angiolina Fusco Perrella   |         | Alleanza Nazionale                 | 17 dicembre 2001 – 7 novembre 2006 |
| IX    | Mario Pietracupa           |         | Unione di Centro                   | 22 novembre 2006 – 26 giugno 2009  |
| IX    | Michele Picciano           |         | Il Popolo della Libertà            | 26 giugno 2009 – 5 dicembre 2011   |
| X     | Mario Pietracupa           |         | Alleanza di Centro                 | 5 dicembre 2011 – 16 marzo 2013    |
| XI    | Vincenzo Niro              |         | Popolari UDEUR                     | 9 aprile 2013 – 28 ottobre 2015    |
| XI    | Vincenzo Cotugno           |         | Rialzati Molise                    | 28 ottobre 2015 – 15 maggio 2018   |
| XII   | Salvatore Micone           |         | Unione di Centro                   | 3 giugno 2018 – 6 luglio 2023      |
| XIII  | Quintino Pallante          |         | Fratelli d'Italia                  | dal 24 luglio 2023                 |

### XIII legislatura (2023-)

#### Ufficio di presidenza
Presidente:
- Quintino Pallante (FdI)

Vicepresidenti:
- Stefania Passarelli (IMCV)
- Vittorino Facciolla (PD)

Segretari:
- Fabio Cofelice (NM)
- Angelo Primiani (M5S)

#### Gruppi consiliari
| Gruppo             | Gruppo                     |    |
| ------------------ | -------------------------- | -- |
|                    | Forza Italia               | 3  |
|                    | Fratelli d'Italia          | 4  |
|                    | Il Molise che Vogliamo     | 2  |
|                    | Noi moderati-Liste civiche | 2  |
|                    | Popolari per l'Italia      | 1  |
|                    | Lega                       | 1  |
|                    | Roberti Presidente         | 1  |
| Totale maggioranza | Totale maggioranza         | 13 |
|                    | Movimento 5 Stelle         | 2  |
|                    | Partito Democratico        | 3  |
|                    | Costruire Democrazia       | 1  |
|                    | Gravina Presidente         | 1  |
| Totale opposizione | Totale opposizione         | 7  |

#### Commissioni Consiliari
|     | Commissione                                  | Presidente               | Vicepresidenti           | Vicepresidenti               |
| --- | -------------------------------------------- | ------------------------ | ------------------------ | ---------------------------- |
| I   | Ordinamento ed organizzazione amministrativa | Roberto Di Pardo (NM)    | Micaela Fanelli (Pd)     | Stefania Passarelli (IMCV)   |
| II  | Sviluppo Economico                           | Armandino D'Egidio (FdI) | Roberto Di Pardo (NM)    | Massimo Romano (CD)          |
| III | Assetto ed utilizzazione del territorio      | Roberto Di Baggio (FI)   | Vittorino Facciolla (Pd) | Guido Massimo Sabusco (Lega) |
| IV  | Servizi Sociali                              | Nicola Cavaliere (FI)    | Fabio Cofelice (NM)      | Andrea Greco (M5S)           |

#### Consiglieri regionali
| Consigliere                | Consigliere           | Lista                                  | Preferenze                            | Note                              |
| -------------------------- | --------------------- | -------------------------------------- | ------------------------------------- | --------------------------------- |
|                            | Armandino D'Egidio    | Fratelli d'Italia                      | 2.762                                 | Capogruppo                        |
| Michele Angelo Iorio       | 2.751                 | Fratelli d'Italia                      | Assessore regionale                   |                                   |
| Salvatore Micone           | 4.778                 | Fratelli d'Italia                      | Assessore regionale                   |                                   |
| Quintino Vincenzo Pallante | 3.238                 | Fratelli d'Italia                      | Presidente del Consiglio Regionale    |                                   |
|                            | Nicola Cavaliere      | Forza Italia                           | 3.226                                 | Capogruppo                        |
| Roberto Di Baggio          | 3.164                 | Forza Italia                           |                                       |                                   |
| Andrea Di Lucente          | 3.189                 | Forza Italia                           | Vicepresidente della Giunta Regionale |                                   |
|                            | Stefania Passarelli   | Il Molise che vogliamo                 | 3.151                                 | Capogruppo                        |
| Gianluca Cefaratti         | 2.772                 | Il Molise che vogliamo                 | Assessore regionale                   |                                   |
|                            | Fabio Cofelice        | Il Molise in buone mani - Noi Moderati | 2.697                                 | Capogruppo                        |
| Roberto Di Pardo           | 1.704                 | Il Molise in buone mani - Noi Moderati |                                       |                                   |
|                            | Vincenzo Niro         | Popolari per l'Italia                  | 2.538                                 | Capogruppo                        |
|                            | Guido Massimo Sabusco | Lega Salvini Premier                   | 1.831                                 | Capogruppo                        |
|                            | Francesco Roberti     | Roberti Presidente - Per il Molise     | -                                     | Presidente della Giunta Regionale |

| Consigliere         | Consigliere          | Lista                | Preferenze | Note       |
| ------------------- | -------------------- | -------------------- | ---------- | ---------- |
|                     | Alessandra Salvatore | Partito Democratico  | 1.769      | Capogruppo |
| Micaela Fanelli     | 3.111                | Partito Democratico  |            |            |
| Vittorino Facciolla | 3.096                | Partito Democratico  |            |            |
|                     | Andrea Greco         | Movimento 5 Stelle   | 2.296      | Capogruppo |
| Angelo Primiani     | 1.246                | Movimento 5 Stelle   |            |            |
|                     | Massimo Romano       | Costruire Democrazia | 1.964      | Capogruppo |
|                     | Roberto Gravina      | Gravina Presidente   | -          | Capogruppo |

### XII legislatura (2018-2023)

#### Ufficio di presidenza
Presidente: 
- Salvatore Micone (UDC)

Vicepresidenti:
- Gianluca Cefaratti (Orgoglio Molise)
- Patrizia Manzo (M5S)

#### Gruppi consiliari
| Gruppo             | Gruppo                                                    |    |
| ------------------ | --------------------------------------------------------- | -- |
|                    | Forza Italia                                              | 2  |
|                    | Lega                                                      | 2  |
|                    | Orgoglio Molise                                           | 2  |
|                    | Popolari per l'Italia                                     | 2  |
|                    | Unione di Centro                                          | 1  |
|                    | Toma Presidente                                           | 1  |
|                    | Fratelli d'Italia (fino al 24/03/21)                      | 1  |
|                    | Iorio per il Molise - Noi con l'Italia (fino al 24/03/21) | 1  |
|                    | Gruppo misto                                              | 1  |
| Totale maggioranza | Totale maggioranza                                        | 13 |
|                    | Movimento 5 Stelle                                        | 6  |
|                    | Partito Democratico                                       | 2  |
| Totale opposizione | Totale opposizione                                        | 8  |